# Alexander J. Seiler
Alexander J. Seiler (* 6. August 1928 in Zürich; † 22. November 2018 ebenda) war ein Schweizer Filmregisseur.

## Leben
Seilers Vater war der Hotelier und Verbandsfunktionär Franz Seiler (1897–1966). Nach der Matura arbeitete Seiler am Schauspielhaus und in einem Filmklub in Zürich mit. In Basel, Paris und München studierte er Literatur, Philosophie und Soziologie. Von 1953 bis 1955 arbeitete er in Basel als Theater-, Film- und Literaturjournalist. Er schloss sein Studium mit einer Promotion in Wien ab. Zwischen 1958 und 1960 war er als Journalist in Zürich und Basel tätig.
Ab 1961 war er Filmemacher. Die Zusammenarbeit mit Rob Gnant und seiner Frau June Kovach führte 1962 zur Gründung der Seiler und Gnant-Filmproduktion. Der Film Siamo Italiani! machte ihn "zum Pionier eines neuen, politischen Dokumentarfilms in der Schweiz, der nach 1968 zu einer erstaunlichen, bis heute andauernden Blüte fand." Ab 1965 war Seiler auch filmpolitisch tätig, u. a. als Sekretär des Verbandes Schweizerischer Filmgestalter wie auch als Gründungsmitglied des Schweizerischen Filmzentrums und als Präsident des Filmrates (1976/77). 1971 wurde er Mitglied der Nemo-Film. Daneben entfaltete er vielfältige publizistische Aktivitäten, so schrieb er etwa von 1967 bis 1969 regelmässige Filmkolumnen in der Weltwoche.
Seiler starb im November 2018 im Alter von 90 Jahren in Zürich und hinterliess seine Lebensgefährtin Katharina Bürgi sowie zwei Töchter.
Sein Nachlass wird von der Dokumentationsstelle der Cinémathèque suisse in Zürich aufbewahrt. Ein Archiv seines literarischen Werkes befindet sich im  Schweizerischen Literaturarchiv in Bern.

## Filmografie (Auswahl)
- 1961: Auf weissem Grund
- 1962: In wechselndem Gefälle[6]
- 1964: Entwicklungshilfe
- 1964: Siamo italiani (Dokumentarfilm, 75 Min.)
- 1966: Mixturen
- 1966: Im Lauf des Jahres
- 1967: ...via Zürich
- 1968: Musikwettbewerb (TV-Dokumentarfilm, 72 Min.)
- 1968: Fifteen
- 1971: Unser Lehrer (Buch: Peter Bichsel, 48 Min.)
- 1974: Wer einmal lügt oder Victor und die Erziehung (Dokumentarfilm, 68 Min.)
- 1977: Die Früchte der Arbeit (Dokumentarfilm, 145 Min.)
- 1979: Der Handkuss – Ein Märchen aus der Schweiz (TV; nach der Erzählung Der Schlossherr aus England von Friedrich Glauser)
- 1981: Zorn oder Männersache / Todsünde 6 (TV)
- 1982: Ludwig Hohl – Ein Film in Fragmenten (TV-Dokumentarfilm)
- 1990: Palaver, Palaver (nach Schweiz ohne Armee? Ein Palaver von Max Frisch, 90 Min.)
- 1992: Wenn zu Hause Krieg ist (TV-Dokumentarfilm)
- 1995: Der Nestbeschmutzer (TV-Dokumentarfilm)
- 1995: Der Unruhestifter (TV-Dokumentarfilm)
- 2002: Septemberwind (Il vento di settembre) (Dokumentarfilm, 110 Min.)
- 2010: Geysir und Goliath (Dokumentarfilm, Hommage an den Schweizer Bildhauer Karl Geiser)

## Werke
- Siamo italiani. Gespräche mit italienischen Arbeitern in der Schweiz. EVZ, Zürich 1965
- Ludwig Hohl. Ein Film in Fragmenten und vier Texte. Edition Zyklop, Zürich 1982
- Daneben geschrieben 1958–2007. Hier + jetzt, Baden 2008, ISBN 978-3-03919-087-4

## Auszeichnungen
- 1963: Goldene Palme von Cannes für den besten Kurzfilm (für In wechselndem Gefälle)[7]
- 1965: Zürcher Filmpreis[8]
- 1977: Zürcher Filmpreis[8]
- 1990: Zürcher Filmpreis[8]
- 2014: Ehrenpreis des Schweizer Filmpreises[9]